# 巴尔萨克
巴尔萨克（法語：Barsac，法語發音：[baʁsak]）是法国吉伦特省的一个市镇，属于朗贡区。

## 地理
巴尔萨克（44°36'33"N, 0°18'51"W）面积14.48 平方千米，位于法国新阿基坦大区吉倫特省，该省份为法国西南部沿海省份，是法國本土面积最大的省，北起滨海夏朗德省，西临大西洋，南至朗德省，东南接洛特-加龍省，东临多爾多涅省。
与巴尔萨克接壤的市镇（或旧市镇、城区）包括：加龙河畔卡迪亚克、锡龙河畔皮若勒、普雷尼亚克、塞龙斯、伊拉茨、卢皮亚克、圣克鲁瓦迪蒙。

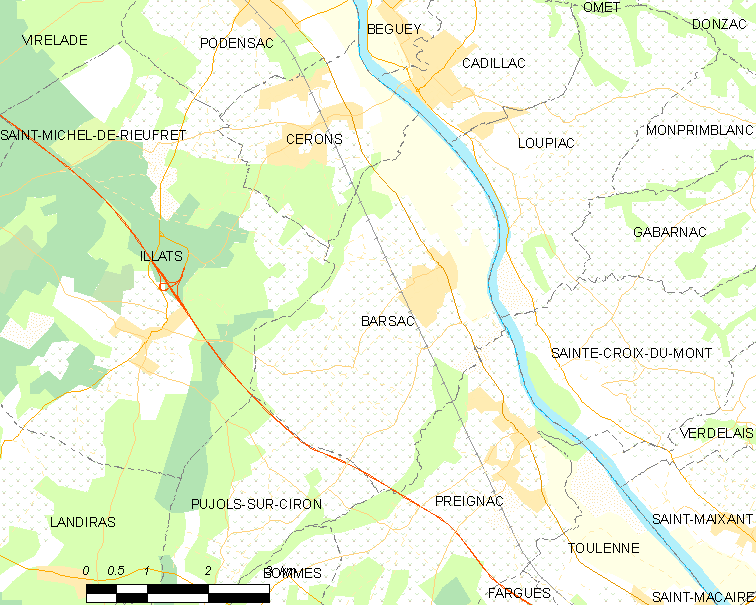
巴尔萨克的OSM定位图

巴尔萨克的时区为UTC+01:00、UTC+02:00（夏令时）。

## 行政
巴尔萨克的邮政编码为33720，INSEE市镇编码为33030。

## 政治
巴尔萨克所属的省级选区为砂砾荒原县。

## 人口

1962-2008年间巴尔萨克人口变化图示

巴尔萨克于2022年1月1日时的人口数量为2061人。